# Edvin Lindholm-Houge
Edvin Mattias Lindholm-Houge, född 4 november 1898 i Kalmar, död 1969, var en svensk målare och tecknare.
Han var son till kopparslagaren och sjömannen Jonas Petter Lindholm och Ida Maria Palmquist. Han tog sitt tillnamn Houge från sin mormor. Han var som konstnär autodidakt och var mycket sträng på sin kvalitet av de alster som lämnade hans ateljé därför är hans produktion mycket sparsam. Separat ställde han ut i Kalmar 1941 för övrigt blev det bara medverkan i samlingsutställningar bland annat deltog han i utställningen med småländska konstnärer på Rålambshof 1943. Kalmar museum anordnade en visning med Lindholm-Houges konst 1951 och 1957 visades hans konst på Vasagatans konsthall i Stockholm. Hans konst består av interiörer, landskapet på Öland samt ett sedan länge rivet Kalmar. Ibland beledsagade han sina teckningar med en aning satiriska och samhällskritiska kommentarer. Lindholm-Houge är representerad vid Moderna museet i Stockholm, Kalmar konstmuseum och Kalmar läns museum.